# Ion Bîrlădeanu
Ion Bîrlădeanu, psáno též "Ion Bârlădeanu", (* 1946) je rumunský výtvarník pracující s kolážemi.

## Život
Ion Bîrlădeanu se narodil v malé vesnici Zapodeni na východě Rumunska. Se svou rodinou si nerozuměl a tak byl ve svých dvaceti letech vyhnán. Pracoval jako dělník v přístavu Konstanca, na třtinových plantážích anebo kopal hroby v Bukurešti. Na námezdní práci neměl povolení a tak skončil ve vězení, ve kterém začal nesnášet komunistické zřízení, jak uvedl v dokumentu Svět podle Iona B.: "Zhruba v roce 1979 jsem začal komunisty nenávidět."
Svou frustraci si začal vybíjet kolážemi, jejichž zdroji byly obrázkové časopisy - hlavní tématem se stali komunističtí představitelé v neuctivých pozicích - například Ceaușescu je na nich odváděn do blázince nebo leží v hrobě na který někdo močí. Ušetřen nebyl ani Gustáv Husák - na jedné z koláží vítá delegaci vedenou Marií Kabrhelovou, obrázek je doplněn o nahou ženu, vojáka se samopalem a praporem se svastikou.
Po roce 1989 se Bîrlădeanu protloukal po bukurešťských ulicích jako bezdomovec, živící se tříděním odpadků, s kufry napěchovanými svými kolážemi. V roce 2007 ho na jednom smetišti potkal zavedený výtvarník - konceptualista Alexandru Popescu, který byl jeho pracemi nadšen. Zařídil, aby mu Galerie Hart v Budapešti uspořádala výstavu. Poté následovaly výstavy ve Švýcarsku a Paříži, 4. května 2012 mu byla uspořádána i v Praze.
Nyní žije v Bukurešti, v suterénním bytě, který mu zařídil galerista.

## Umělecké zařazení
Ion Bîrlădeanu je označován za pop-artistu, nicméně mu schází jakékoliv akademické vzdělání, takže se ke svému pop-artovému směřování dostal vlastním svérázným způsobem. Na pražské vernisáži uvedl, že se vždy považoval za umělce, ale dlouho ho nemohl nikdo pochopit. Že sám sebe vidí jako režiséra, neboť své koláže považuje za filmy, uvedl: "Jsem ředitelem mezinárodního kinematografu" - ve svých kolážích často používá filmové a televizní celebrity.
Alexandru Popescu na jeho adresu řekl: "Během života sbíral Ion Bârlădeanu časopisy a obrázky a vytvořil z nich sérii unikátních koláží. Všechny vypadají jako filmové záběry. S vrozeným talentem pro kreslení a vášní pro film stvořil imaginární proto - pop svět, kterým se ale pochlubil o 20 let dříve, než ho rumunská společnost mohla vůbec pochopit a docenit. V Rumunsku je pop estetika postkomunistickou realitou a přímým důsledkem konzumní společnosti. S omezenými zdroji nebo zcela bez prostředků vytvořil Bîrlădeanu desítky filmových políček, kterými vypráví ucelený příběh. Všechny jeho koláže jsou velmi zvláštním hybridem pop-artu a dadaismu, šmrncnutým trochou surrealismu a špetkou komunistického gulagu, ve kterém filmový svět a známé obchodní značky symbolizovaly svobodu.“

## Dílo
Ion Bîrlădeanu je autorem okolo 170 koláží a je subjektem zkoumání dokumentu Svět podle Iona B. od Alexandra Nanau.